# Сепиддешт (Альборз)
Сепиддешт (перс. سپیددشت‎) — село на севере Ирана, в остане Альборз. Входит в состав шахрестана Фердис. Является частью дехестана (сельского округа) Фердис бахша Меркези.

## География
Село находится в юго-восточной части Альборза, к югу от хребта Эльбурс, на расстоянии приблизительно одного километра к югу от Кереджа, административного центра провинции. Абсолютная высота — 1276 метров над уровнем моря.

## Население
По данным переписи 2006 года население села составляло 1418 человек (735 мужчин и 683 женщины). В Сепиддеште насчитывалось 375 домохозяйств. Уровень грамотности населения составлял 74,68 %. Уровень грамотности среди мужчин составлял 76,46 %, среди женщин — 72,77 %.